# Царевич (яйцо Фаберже)
«Царевич» — ювелирное яйцо, одно из пятидесяти двух императорских пасхальных яиц, изготовленных фирмой Карла Фаберже для русской императорской семьи. Яйцо было создано по заказу Николая II в 1912, который подарил его своей жене Александре Фёдоровне на Пасху 1912 года. В настоящее время ювелирное пасхальное яйцо Фаберже «Царевич» хранится в художественном музее Виргинии, Ричмонд, США.

## Описание
Ювелирное пасхальное яйцо «Царевич» выполнено в стиле Людовика XV. Вырезано из превосходного осколка лазурита (ляпис-лазури) и украшено золотым узором, под прямоугольным алмазом видны монограмма Александры Федоровны и год — 1912. Изготовленное из золота, ляпис-лазури и алмазов императорское пасхальное яйцо содержит сюрприз из платины, ляпис-лазури, алмазов и акварели на слоновой кости.

## Сюрприз
Сюрприз данного ювелирного пасхального яйца: российский двуглавый Имперский орёл, покрытый 2000 алмазами, с миниатюрным портретом царевича Алексея Николаевича, расположенного на груди орла. Сюрприз выполнен из платины, ляпис-лазури, алмазов и акварели на слоновой кости.
Миниатюра не подписана, а качество её исполнения заметно низкое и это даёт основание предполагать, что оригинальная живопись была утеряна и заменена ныне существующей.

## Владельцы
Пасхальный подарок Николая II Александре Федоровне через всесоюзное объединение «Антиквариат» был продан в 1930 году Арманду Хаммеру, американскому предпринимателю, имевшему деловые интересы в России. В 1933 году ювелирное императорское пасхальное яйцо приобретено женой руководителя General Motors Лилиан Томас Пратт Фредериксбург (1876—1947) и завещано Виргинскому музею изобразительных искусств, куда передано в 1947 году, где и доступно в настоящее время для всеобщего обозрения на постоянно действующей экспозиции коллекции европейских произведений декоративного искусства.